# Ébouleau
Ébouleau ist eine französische Gemeinde mit 173 Einwohnern (Stand: 1. Januar 2022) im Département Aisne in der Region Hauts-de-France. Sie gehört zum Arrondissement Laon und zum Kanton Villeneuve-sur-Aisne.

## Lage
Die Gemeinde Ébouleau liegt zwischen der Landschaft Thiérache im Norden und der Trockenen Champagne im Südosten, 25 Kilometer nordöstlich von Laon. Nachbargemeinden von Ébouleau sind Saint-Pierremont im Norden, Montigny-le-Franc im Nordosten, Clermont-les-Fermes im Osten, Bucy-lès-Pierrepont im Süden, Mâchecourt im Südwesten, Goudelancourt-lès-Pierrepont im Westen sowie La Neuville-Bosmont im Nordwesten.

## Bevölkerungsentwicklung
| Jahr                       | 1962 | 1968 | 1975 | 1982 | 1990 | 1999 | 2006 | 2012 | 2021 |
| -------------------------- | ---- | ---- | ---- | ---- | ---- | ---- | ---- | ---- | ---- |
| Einwohner                  | 208  | 221  | 177  | 204  | 209  | 203  | 202  | 214  | 183  |
| Quellen: Cassini und INSEE |      |      |      |      |      |      |      |      |      |

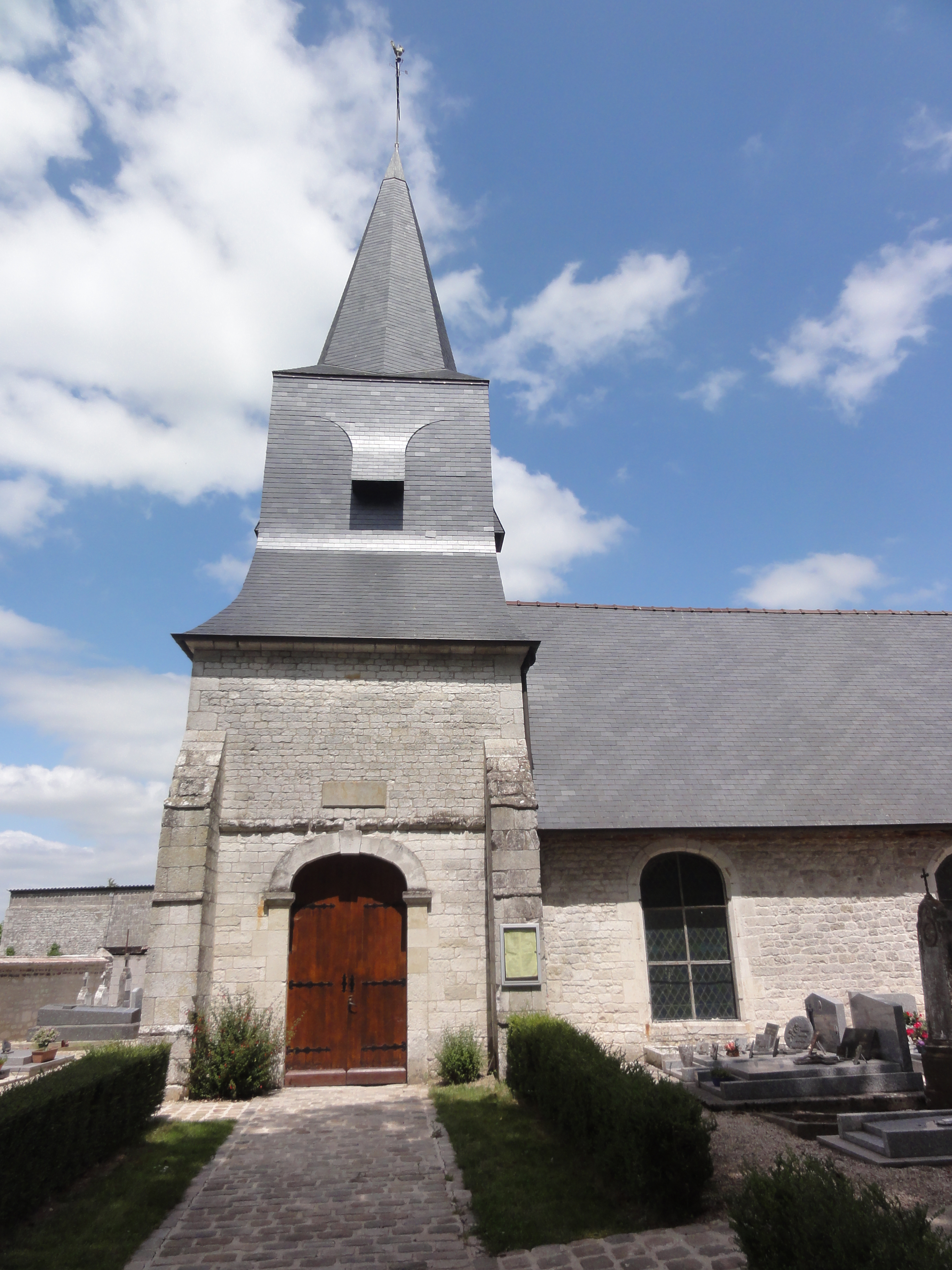
Kirche Saint-Lambert
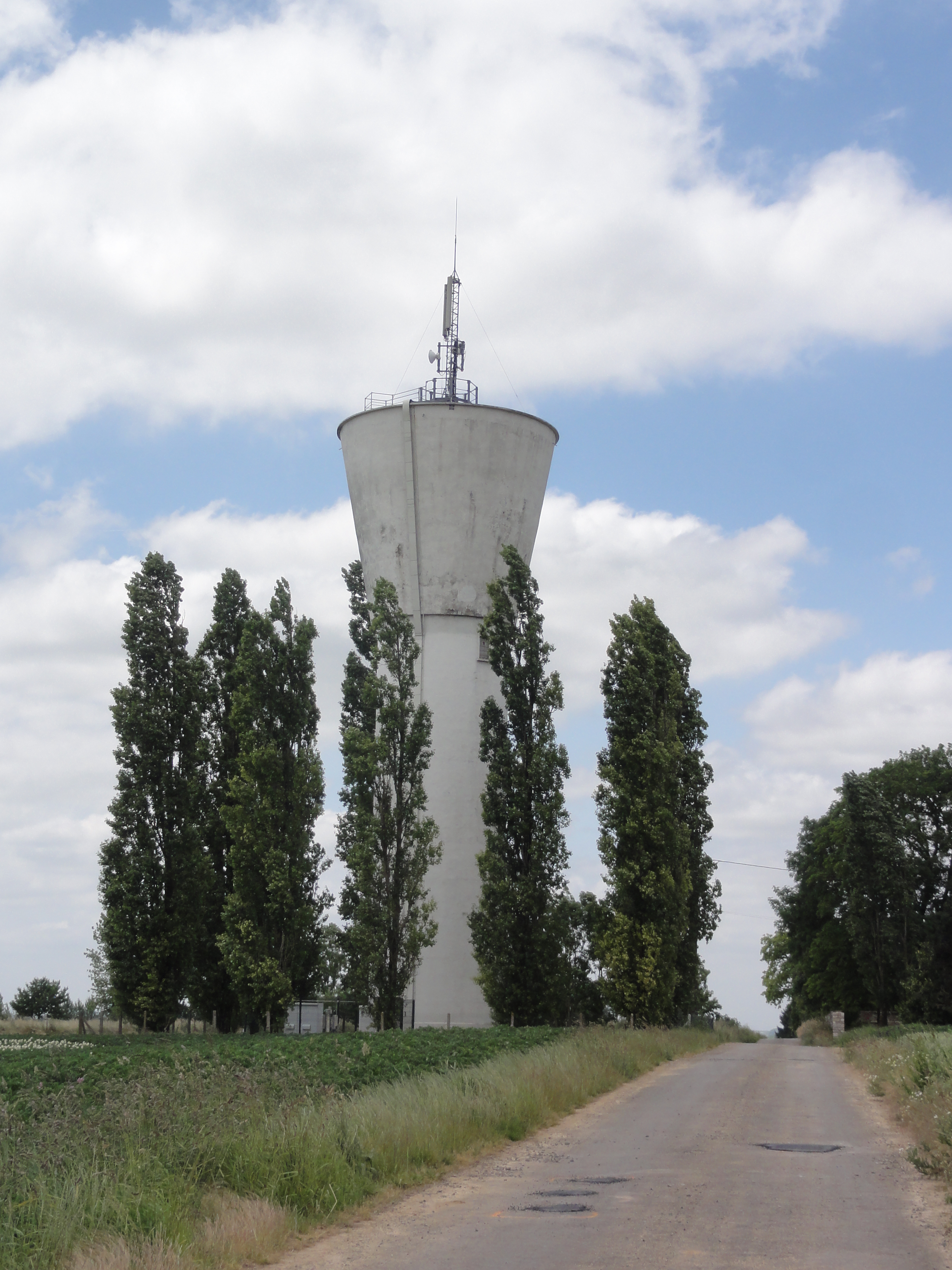
Wasserturm
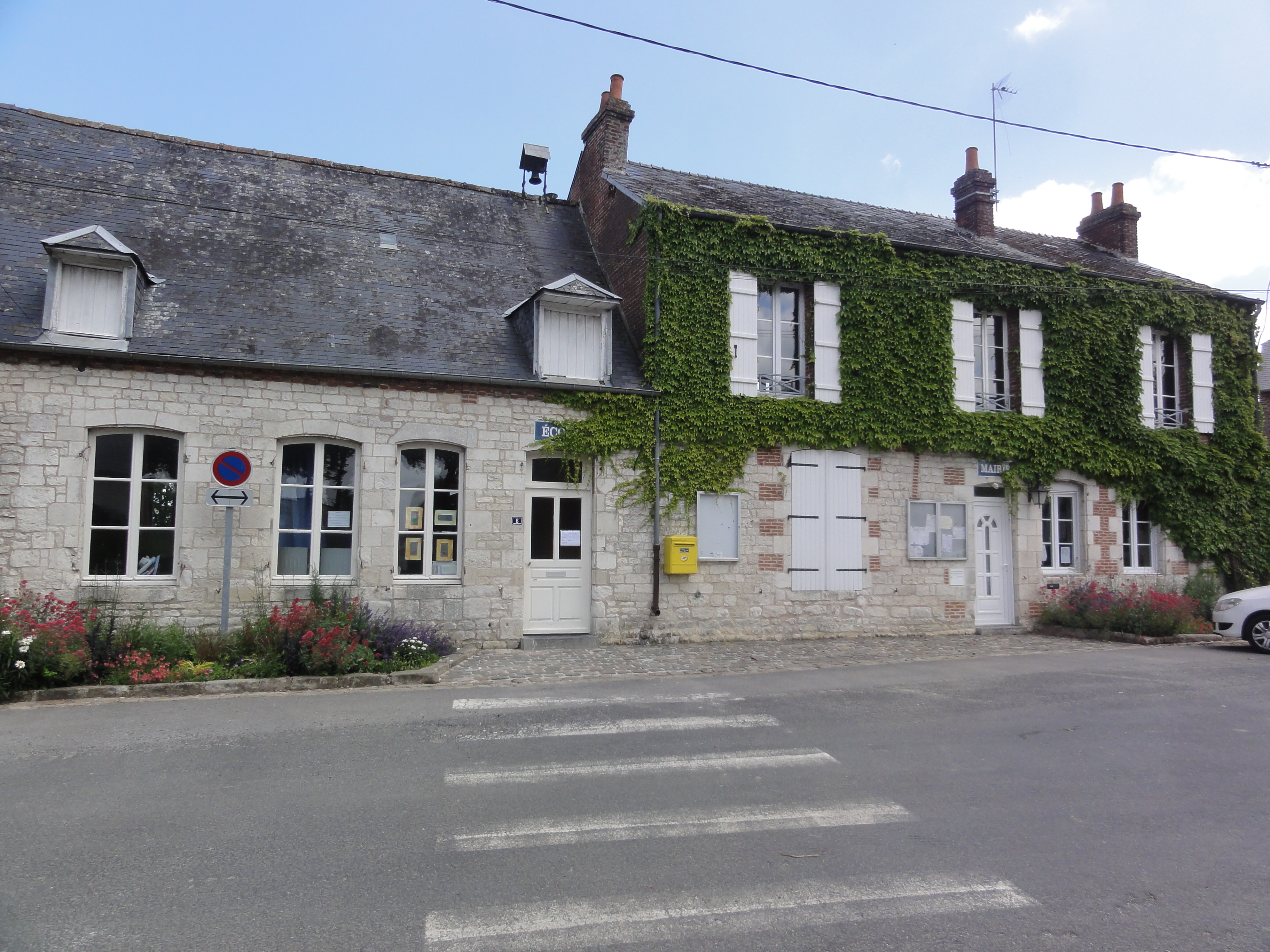
Rathaus (Mairie)